# Коданёв, Иван Васильевич
Иван Васильевич Коданёв (10 ноября 1916 — 15 сентября 1982) — советский писатель на языке коми.

## Биография
Иван Васильевич Коданёв родился 10 ноября 1916 года в селе Слобода Усть-Сысольского уезда Вологодской губернии (ныне Эжвинский район города Сыктывкара), в семье крестьянина-бедняка. Рано начал трудовую жизнь — помогал родителям по хозяйству, работал на сплаве, на строительстве дорог. Закончил Сыктывкарскую среднюю школу, курсы учителей ликбеза, учительствовал в Печорском районе. С 1935 года работает в районной газете «Социалистический Север», с 1939 года сотрудник газеты «Вöрлэдзысь» («Лесоруб»).
Участник Великой Отечественной войны, сражался на Волховском фронте, на Украине. В годы войны окончил Тамбовское пехотное училище, стал офицером. В 1952 году увольняется в запас в звании старшего лейтенанта. Имеет боевые награды за проявленную храбрость и героизм, свыше двадцати благодарностей от командования. В 1960-1970-е годы — старший редактор литературно-драматических передач Коми радио.

## Творчество
Первый рассказ Коданёва «Сьӧкыд туйын» был опубликован в журнале «Войвыв кодзув» («Северная звезда») в 1953 году. Первый сборник рассказов «По велению сердца» вышел в Коми книжном издательстве в 1959 году. И. В. Коданёв — автор более полутора десятков книг. Они адресованы детям, но одинаково интересны и взрослым. Главной в его творчестве стала тема родной природы. Многое из написанного Иваном Васильевичем Коданёвым переведено на русский язык. Две его книги «Праздник весны» (1974) и «Пойте, птицы, пойте» (1981) вышли в Москве в издательстве «Детская литература».